# کالوا (آق‌سو)
کالوا (به لاتین: Kalva) یک منطقه مسکونی در جمهوری آذربایجان است که در شهرستان آق‌سو واقع شده است. کالوا ۱۷۷۲ نفر جمعیت دارد. پیش‌تر عده‌ای از ارمنی‌ها هم در آن زندگی می‌کردند.